# Sandwirt

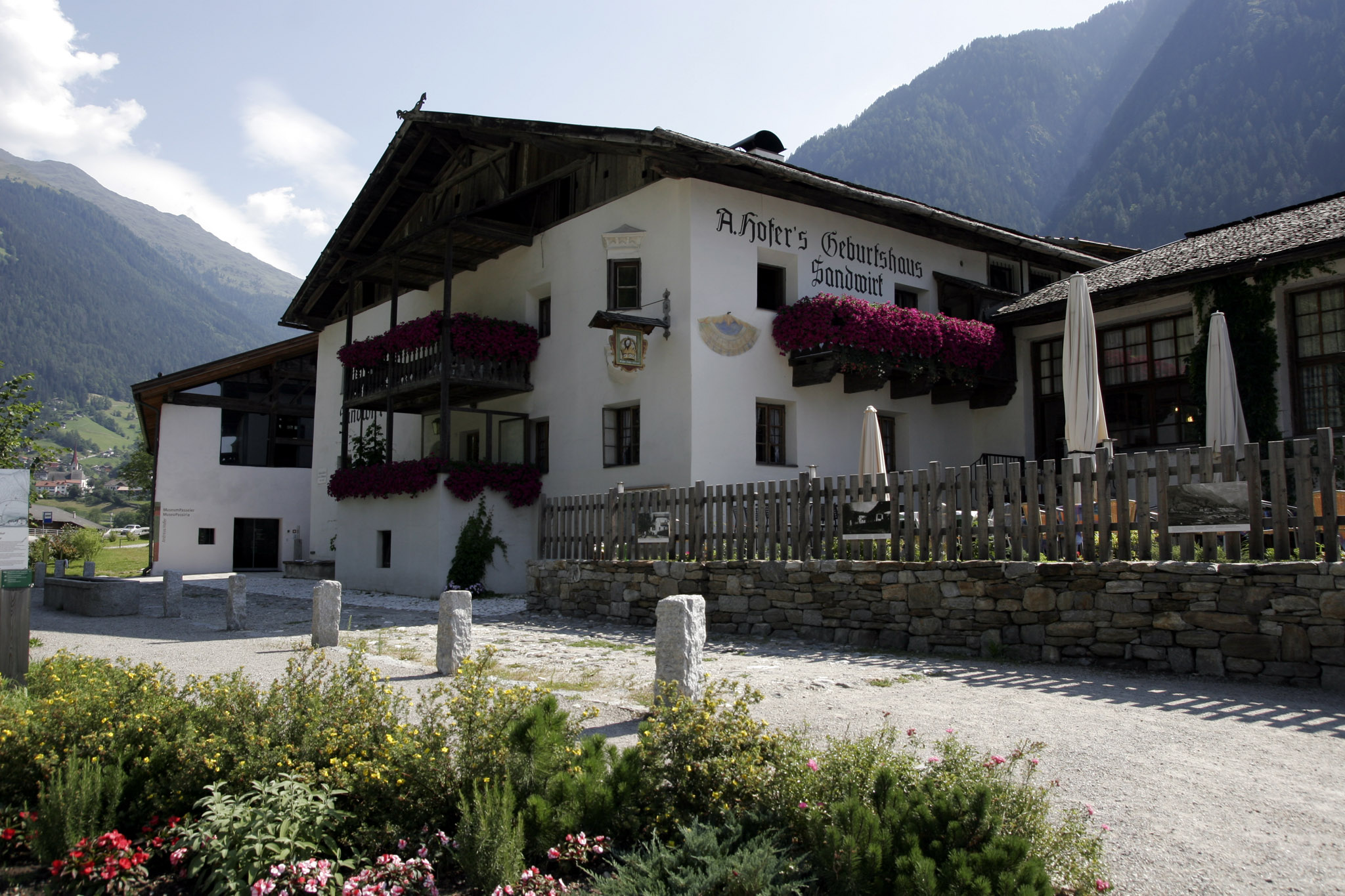
Der Sandwirt, Ansicht von Südwest

Der Sandwirt, eigentlich in der Gesamtheit der Liegenschaft gemeint, aber oft auch synonym Sandhof genannt, ist ein Gasthof bei St. Leonhard im Passeiertal in Südtirol. Er ist das Geburtshaus des Tiroler Volkshelden Andreas Hofer, der hier am 22. November 1767 auf die Welt kam. Das Gebäude steht seit 1982 unter Denkmalschutz. Der Sandwirt ist das Kernstück des MuseumPasseier.

## Lage und Namensgebung
Der Gasthof liegt etwa 1,5 Kilometer südlich von St. Leonhard an der Strada Statale 44 in Richtung St. Martin in Passeier. In früheren Zeiten war diese Lage wichtig, da das Passeiertal die Verbindung zwischen Meran und dem weiteren Verlauf der Fernhandelswege über das Timmelsjoch in das Ötztal und über den Jaufenpass nach Sterzing war, von wo aus der Brennerpass erreichbar ist.
Seinen Namen verdankt er seiner Lage in einstmals unmittelbarer Nähe zur vorbeifließenden Passer. Der Fluss wurde erst in den 1840er Jahren reguliert, die Jahrhunderte zuvor lud er bei Hochwassern oder Schneeschmelze an ebendieser Stelle Sand und Geröll ab.

## Geschichte

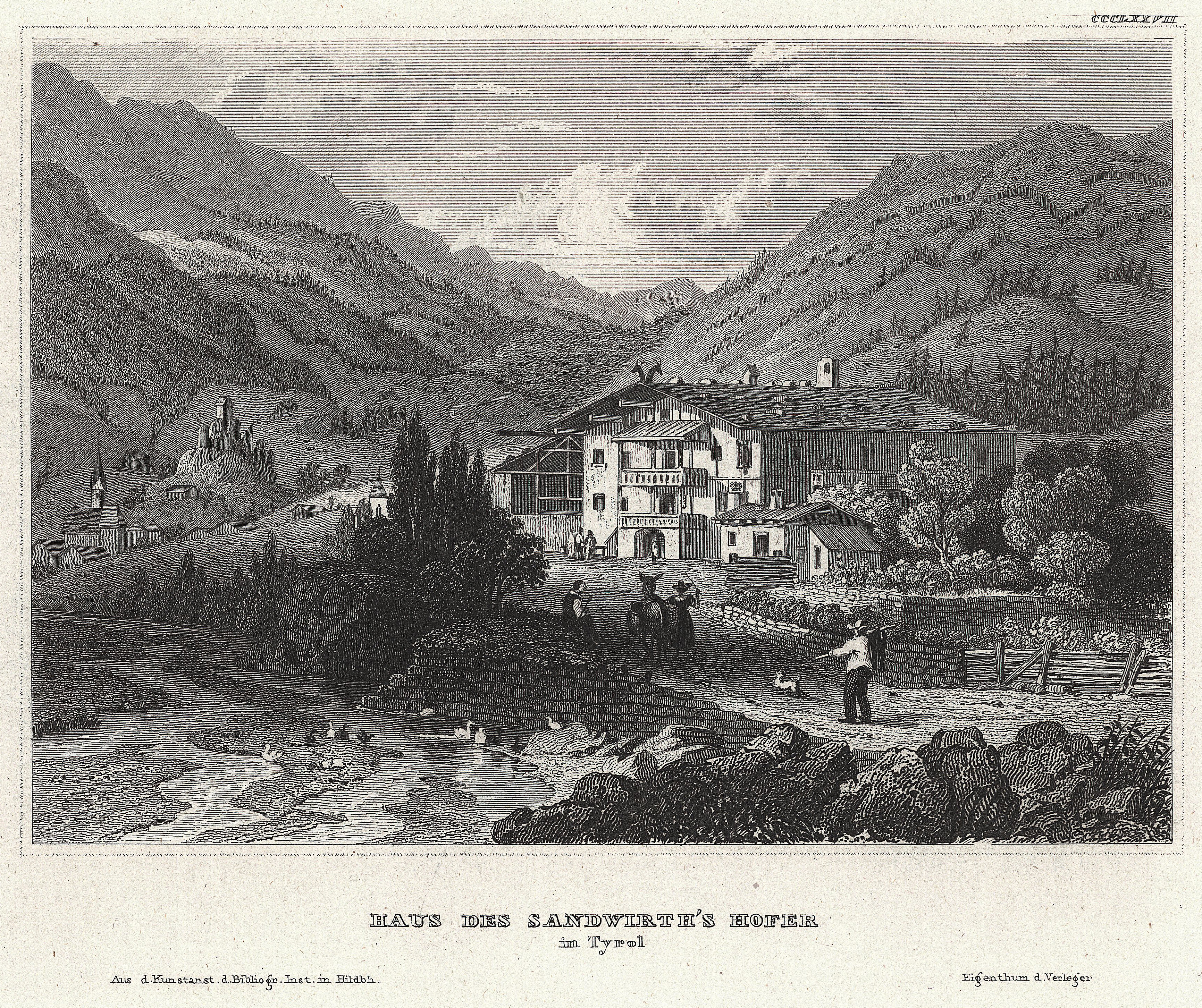
Stahlstich von 1842

Der Hof ist seit dem Mittelalter an dieser Stelle bekannt, ursprünglich stand er im Eigentum der Herren von Passeier. Der Besitz wechselte mehrfach zwischen Adels- und Bauernfamilien, an die Familie Hofer kam er 1680. Ursprünglich gehörte noch eine Mühle zum Gebäudebestand.
Er gehörte zur Gruppe sogenannter geschlossener Höfe. Das Areal, wie es im Grundbuch eingetragen war, konnte dadurch weder durch Erbgang noch Verkauf usw. geteilt werden, es blieb immer die gleiche Fläche. Der Hintergrund war, dass man sicherstellen wollte, dass wenigstens für die im Hof wohnende Familie mit den Äckern, dem Wiesen- und Weideland sowie dem Wald das Überleben gesichert war. Auch eine Quelle ist bis heute vorhanden.
Das heutige Wirtshausschild ist noch das Original von 1698; ein Vorfahr von Andreas Hofer, Caspar Hofer, stiftete es. Er war von einer Pilgerfahrt in das Heilige Land sicher zurückgekehrt.

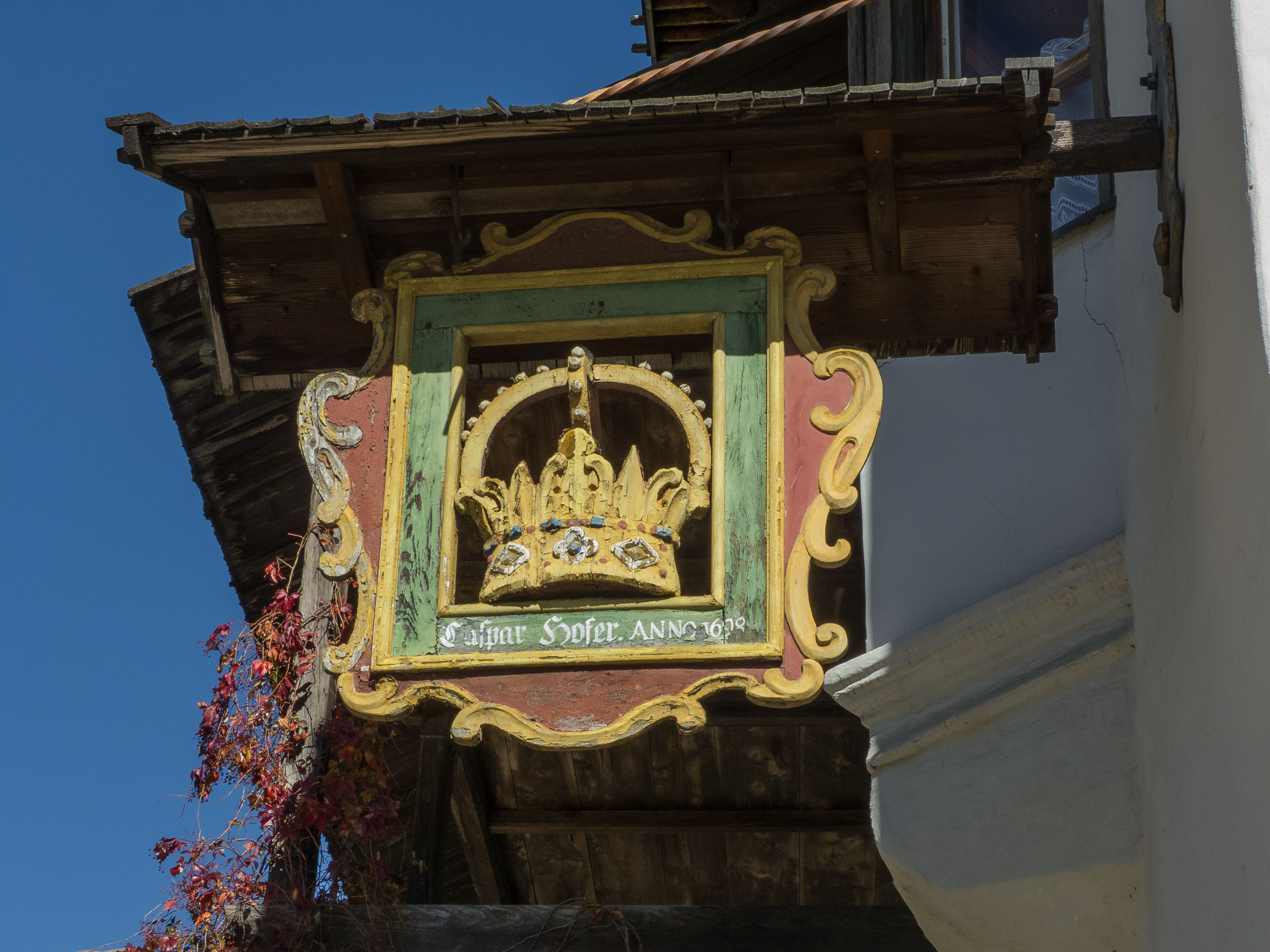
Das Wirtshausschild von 1698

Die erwähnte Lage des Hofes führte dazu, dass Andreas Hofer, der selbst Wirt des Sandhofes, also Sandwirt war, zu jeder Zeit bestens über die Situation in Tirol und darübergehend hinaus informiert war. An keinen anderen Orten kamen in kürzest möglicher Zeit so viele Informationen zusammen, wie in den Gasthäusern, eben aufgrund der Verbindungswege durch die Täler. Daher wusste er genau, wann der richtige Zeitpunkt für den mit Österreich abgesprochenen Tiroler Volksaufstand war. Nachdem ihn letztlich das Haus Habsburg fallen gelassen hatte, hielt er sich noch kurze Zeit in der Nähe des Gasthauses mit seiner Familie auf, bevor er verraten und in Mantua hingerichtet wurde.
Nach der Hinrichtung konnten seine Witwe und sein Sohn zum Sandwirt zurückkehren, der Hof war allerdings dem Niedergang geweiht. Einer seiner Urenkel versuchte ihn zu verkaufen, seine Forderungen waren aber wohl überzogen. Erst 1890 erwarb das Tiroler Adelsmatrikel, heute Matrikelstiftung Tirol, in deren Besitz sich die Gebäude bis heute befinden, die Gebäude gegen eine Leibrente für den Verkäufer und dessen Familie. Da der Hof auch in den nächsten Jahrzehnten immer noch nicht wirtschaftlich arbeitete, wurde die grundlegende Trennung der rentablen Gastwirtschaft von den übrigen Tätigkeiten und Liegenschaften beschlossen.
Kaiser Franz Joseph I. von Österreich besuchte den Sandwirt am 21. September 1899, eine Gedenktafel gibt darüber Auskunft.
In der Folgezeit wurden die Gebäude teilweise umgebaut und ergänzt.

## Heutige Situation

### Wirtsgebäude und Ausstellungen
Der Sandwirt besteht heute aus dem Wohngebäude, das auch als Gasthaus genutzt wird, sowie dem Wirtschaftsgebäude, in dem das Museum Passeier untergebracht ist. 2009 wurde das Wirtschaftsgebäude bzw. das Museum durch einen unterirdischen Zubau erweitert. Das Museum stellt in einer modernen Inszenierung dar, wie es 1809 zum Aufstand der Tiroler gegen die Herrschaft von Bayern und Franzosen gekommen ist und wie Andreas Hofer später, trotz des gescheiterten Aufstandes, zu einem Tiroler Nationalhelden wurde. Diese Dauerausstellung mit dem Titel Helden & Hofer wird seit Sommer 2013 durch eine neue Ausstellung ergänzt. Helden & Wir handelt von heutigen Heldenbildern und ihrem Einfluss auf die Gesellschaft.

### Weitere Gebäude

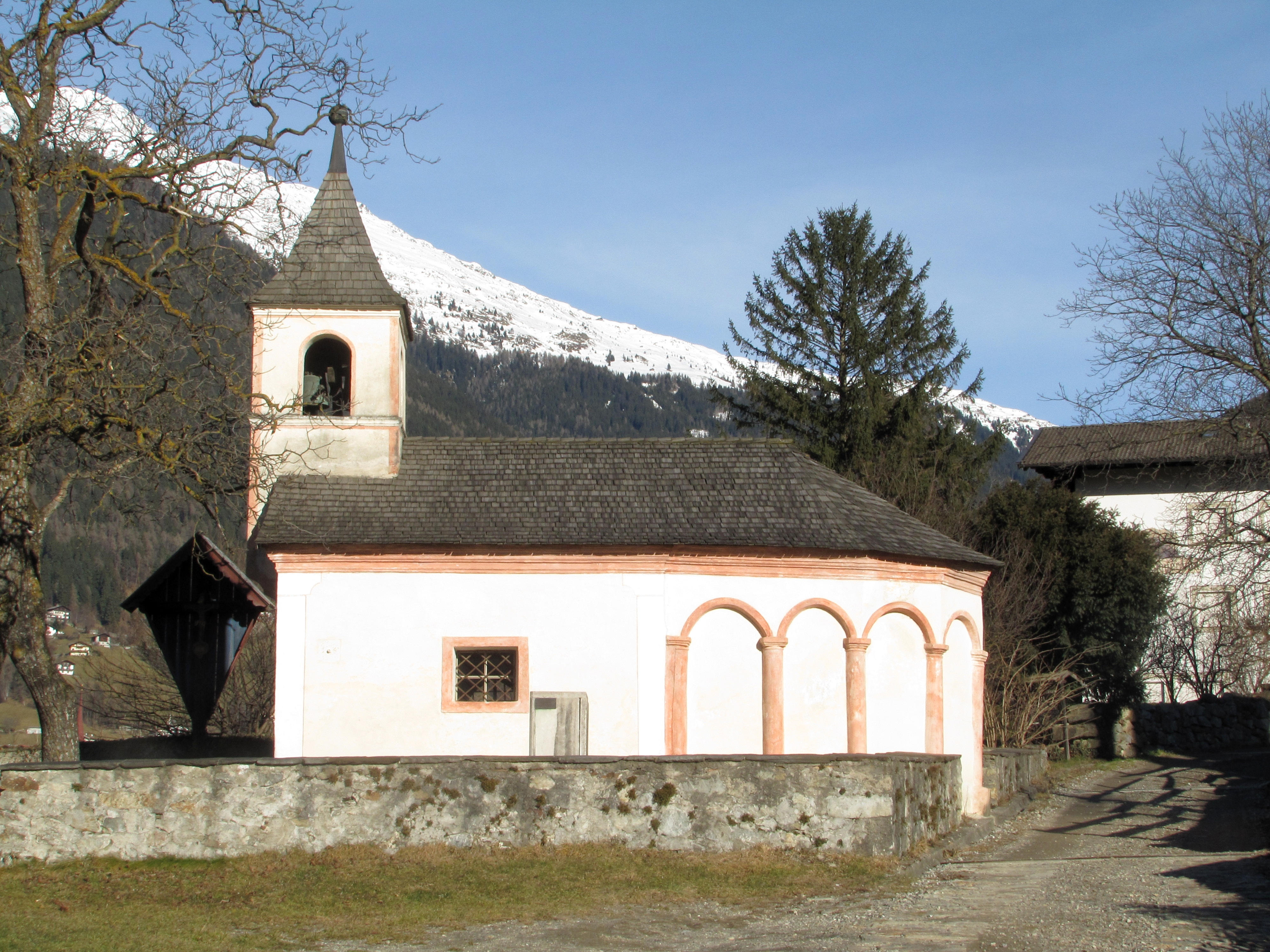
Heilig-Grab-Kapelle in Sand

Auf dem Gelände ist auch ein Freilichtmuseum eingerichtet. Dafür wurde ein für das Passeiertal typischer Haufenhof aufgebaut, bestehend aus originalen Gebäuden vom 16. bis zum 19. Jahrhundert. Etwas nördlich vom Museum stehen zwei Kapellen, die Hl.-Grab-Kapelle von 1698 und die Hofer-Gedächtniskapelle, eine Jubiläumskapelle, begonnen 1883. Es war die Weihe dieser Kapelle, zu der 1899 Kaiser Franz Joseph anreiste. Die wertvolle Scheibenbüchse, die man ihm dabei überreichte, verschwand am Ende des Zweiten Weltkrieges aus der Wiener Hofburg und kam erst viele Jahre später bei einer Auktion in den USA zum Vorschein. Das Gewehr ist jetzt mit  anderen Objekten im Museum zu sehen.

## Weitere Namensvorkommen
- Sandwirtszwanziger, ein während des Tiroler Freiheitskampf geprägtes 20-Kreuzer-Stück